# Екберт I фон Текленбург
Екберт I (на немски: Ekbert I von Tecklenburg, * 1090, † 4 февруари 1150) е граф на Текленбург (1139 – 1150).

## Произход и наследство
Той е син на граф от Дом Саарбрюкен и Гизела от Лотарингия, дъщеря на Дитрих II. По друг изочник  негов баща е граф Хайнрих I фон Текленбург (* 1065).
Екберт е саксонски васал и от 1127 г. граф. През 1139 г. получава част от наследството на граф Хайнрих от Цутфен († 1122/1127) и оттогава се нарича на замък Текленбург, построен през 1100 г., и взема позицията на стария граф на Цутфен.

## Фамилия
Първи брак: с дъщерята на херцог Валрам II от Лимбург. Те имат един син:
- Дитрих, духовник

Втори брак: след смъртта на първата му съпруга се жени за Аделхайд от Цутфен-Гелдерн (* 1080, † 1156), дъщеря на Герхард I от Васенберг, първият граф на Гелдерн и съпругата му Клеменция Аквитанска, дъщеря на граф Вилхелм VII, херцог на Аквитания. Тя е наследничка на епископския фогтай на Мюнстер. Двамата имат децата:
- Герхард, духовник
- Хайнрих I (* 1115, † 22 ноември 1156), граф на Текленбург, женен за Еилика (Хайлвиг) фон Олденбург (1126 – 1120)